# Ladang Tuha II
Ladang Tuha II is een bestuurslaag in het regentschap Aceh Barat Daya van de provincie Atjeh, Indonesië. Ladang Tuha II telt 738 inwoners (volkstelling 2010).